# میلورتسی
میلورتسی (به صربی: Milorci) یک روستا در صربستان است که در Ub Municipality واقع شده‌است.
 میلورتسی ۴٫۳۵ کیلومتر مربع مساحت و ۳۴۹ نفر جمعیت دارد و ۸۴ متر بالاتر از سطح دریا واقع شده‌است.